# ザ・ガーデンオリエンタル・大阪
ザ・ガーデンオリエンタル・大阪 (ザ・ガーデンオリエンタル・おおさか、THE GARDEN ORIENTAL OSAKA) とは、大阪市都島区網島町に所在するレストラン・ブライダル施設である。
2014年（平成26年）3月末で閉館した大阪市公館の建物と敷地をブライダル関連事業者である株式会社プラン ドゥ シー（株式会社Plan・Do・See）が10年間の賃貸借契約で大阪市から借り受け営業している。
毛馬桜之宮公園の南端に近い、旧淀川（大川）左岸・寝屋川との合流地点付近に位置する。

## 概要
桜之宮公園に隣接しており、昭和34年に大阪市が迎賓館および大阪市長公邸として設立した大阪市公館をリノベーションしオープン。建築はモダニズムの造形美を基調とした格式高い建築家竹腰健造による代表作と言われている。
敷地内にある挙式会場にて、「キリスト教式」「洋装人前式」「和装人前式」からそれぞれのスタイルに合わせて選べ、複数の提携神社での神前式も可能である。
一方、パーティルーム（バンケット、披露宴会場）は「ザ ボールルーム」「ザ リージェントルーム」「ザ テラスルーム」「ザ オリエンタルルーム」「ザ パークルーム」「ザ オリエンタルパークルーム」「ザ ガーデン」といった7つの中から選択することができる。

## 所在地
大阪市 都島区 網島町 10-35 

## 交通アクセス
JR東西線
大阪城北詰駅（3番出口）より徒歩1分
京阪本線
京橋駅（片町口）より徒歩7分
Osaka Metro長堀鶴見緑地線
京橋駅（2番出口）より徒歩7分